# Aventures de trois Russes et de trois Anglais dans l'Afrique australe
Aventures de trois Russes et de trois Anglais dans l'Afrique australe est un roman d'aventures de Jules Verne, publié en 1872, dont l'action se déroule en Afrique du Sud en 1854.

## Historique
L'œuvre est d'abord publiée en feuilleton dans le Magasin d'éducation et de récréation du 20 novembre 1871 au 5 septembre 1872. L'édition gd. in-8° est mise en vente le 31 octobre 1872 chez Hetzel.

## Résumé
Trois savants russes et trois savants anglais ont pour mission de mesurer un arc de méridien. Si une amitié profonde unit William Emery et Michel Zorn, une grande rivalité oppose Mathieu Strux et le colonel Everest, codirigeants de la mission anglo-russe. Une mauvaise nouvelle vient encore creuser le fossé qui les sépare : le déclenchement de la guerre de Crimée, opposant notamment la France et l'Angleterre à la Russie.

## Thèmes abordés dans le roman
- Géodésie : mesure de l’arc du méridien terrestre
- Politique : l'alliance de deux nations ennemies contre l’adversité (l’action de l’histoire se déroule au moment de la déclaration de la guerre de Crimée)
- Abolitionnisme : Critique virulente de l’esclavage (traite de l’ébène, « cette chair humaine, cette chair vivante dont trafiquent les courtiers de l’esclavage ») [thème présent également dans Un capitaine de quinze ans]

## Liste des personnages
- Les Anglais
  - Le colonel Everest
  - Sir John Murray
  - William Emery
- Les Russes
  - Mathieu Strux
  - Nicolas Palander
  - Michel Zorn
- Mokoum
- Top, le chien de Mokoum
- Moulibahan
- Le Révérend Thomas Dale